# Hypena abyssinialis
Hypena abyssinialis là một loài bướm đêm trong họ Erebidae.